# Cupania kukenanica
Cupania kukenanica är en kinesträdsväxtart som beskrevs av Julian Alfred Steyermark. Cupania kukenanica ingår i släktet Cupania och familjen kinesträdsväxter. Inga underarter finns listade i Catalogue of Life.